# Оксид азоту(III)
Окси́д азо́ту(III), нітроге́н(III) окси́д — неорганічна сполука складу N2O3. 
Речовина є стійкою лише за низьких температур, нижче −4 °C, і перебуває у вигляді блакитної рідини або синіх кристалів; за вищих температур розкладається на NO та NO2. Без домішок NO2 і NO існує тільки у твердому стані.
Застосовується для синтезу високочистих нітритів лужних металів.

## Отримання
Одним зі способів синтезу N2O3 є пропускання оксиду NO крізь рідкий NO2:
{\displaystyle \mathrm {NO+NO_{2(liquid)}\longrightarrow N_{2}O_{3}} }
З огляду на те, що при низьких температурах оксид NO2 частково димеризований у формі N2O4, стехіометричний склад кінцевого продукту може описуватися як NO1,56.
N2O3 утворюється при взаємодії 50%-ї нітратної кислоти та розпиленого оксиду арсену(III) при незначному нагріванні:
{\displaystyle \mathrm {2HNO_{3}+As_{2}O_{3}+2H_{2}O{\xrightarrow {70^{o}C}}N_{2}O_{3}+2H_{3}AsO_{4}} }
Іншим способом є розкладання водою нітрозилсульфатної кислоти (нітрозил гідросульфату), яку отримують додаванням SO2 до димлячої нітратної кислоти:
{\displaystyle \mathrm {SO_{2}+HNO_{3}\longrightarrow NO^{+}HSO_{4}^{-}} }
{\displaystyle \mathrm {2(NO)HSO_{4}+H_{2}O\longrightarrow N_{2}O_{3}+2H_{2}SO_{4}} }
Також N2O3 можна отримати дією 50%-ї нітратної кислоти на крохмаль:
{\displaystyle \mathrm {(C_{6}H_{10}O_{5})_{n}+12nHNO_{3}\rightarrow 6N_{2}O_{3}+6nCO_{2}\uparrow +11nH_{2}O} }

## Хімічні властивості
При температурах близько 0 °C та вище N2O3 схильний до часткової оборотної дисоціації:
{\displaystyle \mathrm {N_{2}O_{3}\rightleftarrows NO+NO_{2}} }
При 10 °C вміст N2O3 у суміші газів становить близько 10 %. 
Оксид азоту є кислотним оксидом — при взаємодії з холодною водою він утворює нітритну кислоту. З гарячою водою сполука взаємодіє з утворенням нітратної кислоти (через розкладання малостійкої нітритної):
{\displaystyle \mathrm {N_{2}O_{3}+H_{2}O\longrightarrow 2HNO_{2}} }
{\displaystyle \mathrm {3N_{2}O_{3}+H_{2}O{\xrightarrow {t}}2HNO_{3}+4NO} }
При взаємодії з розчинами гідроксидів утворюються відповідні нітрити:
{\displaystyle \mathrm {N_{2}O_{3}+2KOH\rightarrow 2KNO_{2}+H_{2}O} }
{\displaystyle \mathrm {N_{2}O_{3}+2NH_{3}\cdot H_{2}O\rightarrow 2NH_{4}NO_{2}} }
Оксид азоту окиснюється киснем, озоном, і сам може окиснювати деякі метали:
{\displaystyle \mathrm {2N_{2}O_{3}+O_{2}{\xrightarrow {-10^{o}C}}2N_{2}O_{4}} }
{\displaystyle \mathrm {N_{2}O_{3}+O_{3}\rightarrow {}N_{2}O_{4}+O_{2}} }
{\displaystyle \mathrm {N_{2}O_{3}+3Cu{\xrightarrow {600^{o}C}}N_{2}+3CuO} }

## Фізіологічна дія
Високо токсичний. За дією на організм схожий із димною нітратною кислотою. Викликає важкі опіки шкіри.

## Застосування
Оксид азоту(III) застосовується для синтезу високочистих нітритів лужних металів з їхніх лугів. Рідше використовується як окисник у спеціальних паливних системах.